# Dušan Radolský
Dušan Radolský (Trnava, 13 novembre 1950) è un allenatore di calcio slovacco, fino al 1992 cecoslovacco.

## Palmarès

### Allenatore

#### Competizioni internazionali
- Coppa delle Coppe dell'AFC: 1

Al-Shabab: 2000-2001